# Villa Wilhelma (Bonn)
Die Villa Wilhelma ist ein ehemaliges Regierungsgebäude in Bad Godesberg, einem Stadtbezirk von Bonn. Sie liegt im Ortsteil Rüngsdorf an der Karl-Finkelnburg-Straße (Hausnummer 19).

## Geschichte
Das Gebäude entstand 1894 als Fremdenpension. 1926 wurde es von der neu gegründeten Gemeinschaft von den heiligen Engeln unter Führung von Franz Xaver Geyer erworben, der dort Novizen ausbildete und später auch eine höhere Schule einrichtete. 1934 zog die Gemeinschaft nach Bad Staffelstein um. Von 1935 bis 1938 war das Gebäude einer von vier Godesberger Standorten des SA-Hilfswerks Nord-West als Nachfolgeorganisation der Österreichischen Legion, die sich aus ins Deutsche Reich geflüchteten österreichischen Nationalsozialisten rekrutierte. 1938 beherbergte es die SA-Gruppenschule Niederrhein, später ging sie  in Wehrmachtsbesitz über. 1943 war die Villa vorübergehender Standort der Kölner Gestapo.
Nachdem Bonn 1949 Regierungssitz der Bundesrepublik Deutschland geworden war, richtete die in Köln-Wahnheide ansässige britische Hochkommission – Dienststelle des britischen Hohen Kommissars und Teil der Alliierten Hohen Kommission – in der Villa ihre Repräsentanz in der Enklave Bonn ein. Seinerzeit umfasste sie 44 Räume auf gut 1.000 m². Nach der mit dem Auslaufen des Besatzungsstatuts verbundenen Umwandlung der britischen Hochkommission in eine reguläre Botschaft war in der Villa zunächst die Kulturabteilung (Universities Section) der Botschaft beheimatet. Später (Stand: 1959) wurde sie durch das Landesvermessungsamt Nordrhein-Westfalen genutzt. Anschließend übernahm das Bundesgesundheitsministerium die Liegenschaft, das hier die Abteilung „Lebensmittelwesen und Veterinärmedizin“ (Stand: 1968) unterbrachte und zeitweilig 47 Bedienstete beschäftigte (Stand: 1974). Ein weiterer Nutzer war die Stiftung Deutsche Jugendmarke (Stand: 1977/78). 1989 wurde das Gebäude umgebaut, sodass es heute Wohnungen und Arztpraxen beheimatet.